# MTV Classic Storytellers
MTV Classic Storytellers è un album dal vivo di Edoardo Bennato, pubblicato il 9 novembre 2010.

## Il disco
L'album, pubblicato in formato CD+DVD, è la registrazione del concerto del 10 settembre tenuto presso le Officine Meccaniche di Milano, con la partecipazione di ospiti come i Finley, Roy Paci, Giuliano Palma & The Bluebeaters e Morgan; il concerto era stato trasmesso nel programma televisivo MTV Storytellers, in onda su MTV Italia.
Il disco non contiene inediti.

## Tracce
1. Cantautore
2. Venderò
3. Non farti cadere le braccia
4. Wannamarkilibera
5. Rinnegato (con i Finley)
6. È stata tua la colpa (con Giuliano Palma & The Bluebeaters)
7. Detto tra noi
8. Ogni favola è un gioco
9. Un giorno credi (con Roy Paci)
10. Chi non salta
11. La fata
12. Perfetta per me
13. L'isola che non c'è
14. Perché (ft. Morgan)
15. Lo Show finisce qua (con Morgan)